# Polyrhachis metella
Polyrhachis metella är en myrart som beskrevs av Smith 1860. Polyrhachis metella ingår i släktet Polyrhachis och familjen myror. Inga underarter finns listade i Catalogue of Life.